# École de commerce Raymond-Uldry
L'école de commerce Raymond-Uldry est une école professionnelle du secondaire II formant au certificat fédéral de capacité (CFC) employé de commerce et à la maturité professionnelle Économie et services, située dans la commune de Chêne-Bougeries dans le canton de Genève en Suisse. Elle appartient au Centre de formation professionnelle Commerce. Elle se distingue notamment par son architecture moderne à très haute performance énergétique et par la mise en place d'un projet pédagogique favorable à l'éducation au développement durable alliant semences biologiques, jardin potager didactique et restaurant scolaire labellisé.

## Description
L'école de commerce Raymond-Uldry a ouvert ses portes lors de la rentrée d'août 2017,,. Elle a été nommée en l'honneur de Raymond Uldry (1911-2012), ancien directeur du Service des apprentissages de Genève et cofondateur de l'Astural, fondation gérant des foyers pour enfants.
L'école dispose d'une médiathèque, d'un jardin potager didactique et d'une grainothèque proposant des semences biologiques rares et anciennes. Sa cafétéria, le Restaurant L'Entre-Temps, est gérée par les apprentis du Centre de formation professionnelle Service et Hôtellerie / Restauration,,, ce qui est une première à Genève. Elle a été le premier restaurant scolaire a recevoir le label Pro Specie Rara en Suisse pour son utilisation de variétés rares et anciennes cultivées par les élèves eux-mêmes. Ce restaurant scolaire est aussi le seul de Suisse à cumuler ce label avec celui de Genève Région Terre Avenir et celui de la Fourchette Verte. La combinaison de la grainothèque, du jardin potager didactique et de la cafétéria permet de proposer aux élèves une boucle cyclique allant de la production à la consommation de denrées alimentaires. L'établissement est par ailleurs le premier à Genève à disposer de salles de classe entièrement équipées avec Wi-Fi.
Le bâtiment abrite aussi l'école supérieure d'informatique de gestion de Genève et une classe de l'école de formation préprofessionnelle de l'Office médico-pédagogique genevois,.

## Formations proposées
L'école de commerce Raymond-Uldry forme au CFC employé de commerce, qui est l'une des 180 professions CFC, et à la maturité professionnelle Économie et services type économie, qui est l'une des cinq orientations possibles de cette maturité, dans sa variante économie.
Les apprentis en filière CFC peuvent y effectuer leur formation en alternance entre l'entreprise et l'école (voie duale) ou entièrement à l'école (voie plein temps). Dans ce dernier cas, la formation s'effectue en partie au sein du centre de formation professionnelle Espace Entreprise.
En août 2023, une réforme nationale du CFC employé de commerce a commencé à être mise en œuvre dans les écoles professionnelles de Suisse. Dans ce nouveau cadre, la formation en filière CFC se fait par domaines de compétences opérationnelles et non plus par disciplines, tandis que la formation en filière maturité professionnelle reste essentiellement organisée en disciplines. Les volées d'apprentis ayant commencé leur formation lors des rentrées antérieures sont formées par disciplines.

### Formations proposées dès la rentrée d'août 2023
- CFC employé de commerce en alternance entre l'entreprise et l'école (voie duale).
- CFC employé de commerce entièrement à l'école (voie plein temps).
- Maturité professionnelle Économie et services type économie en trois ans d'école et un an de stage[29]. Cette formation inclut l'acquisition d'un CFC.
- Maturité professionnelle Économie et services type économie en un an d'école après avoir terminé le CFC employé de commerce[30].

### Formations proposées antérieurement
- CFC employé de commerce en alternance entre l'entreprise et l'école, formation élargie (apprentissage de deux langues étrangères)[31].
- CFC employé de commerce entièrement à l'école, formation élargie[32].
- CFC employé de commerce entièrement à l'école, formation de base (apprentissage d'une seule langue étrangère)[33].

## Architecture
L'idée de construire le bâtiment a émergé en 2005. La création du bâtiment de l'école a ensuite fait l'objet d'une mise au concours en 2009, remportée par l'entreprise Meier + Associés Architectes. La construction s'est étalée entre 2013 et 2017,. Peu après sa réalisation, en 2018, le bâtiment, en forme d'étoile, a gagné le Prix Bilan de l'immobilier de l'association de l'économie immobilière suisse SVIT Romandie dans la catégorie Bâtiment public,. Chauffé par la géothermie, doté de panneaux photovoltaïques,, et équipé de triple vitrage et de murs en béton fibré ultra haute performance, il s'agit du premier bâtiment de l’État de Genève à respecter un standard de très haute performance énergétique,. Entre le moment où le projet a vu le jour et sa réalisation douze ans se sont écoulés,.